# Elijah Muhammad
Elijah Muhammad (tên khai sinh Elijah Robert Poole; 7 tháng 10 năm 1897 - 25 tháng 2 năm 1975) là một nhà lãnh đạo tôn giáo, người lãnh đạo Quốc gia Hồi giáo (NOI) từ năm 1934 cho đến khi ông qua đời năm 1975. Ông là cố vấn cho Malcolm X, Louis Farrakhan và Muhammad Ali, cũng như con trai của ông, Warith Deen Mohammed.